# Бутл (1879)
«Бутл» (полное название — Футбольный клуб «Бутл»; англ. Bootle Football Club) — английский футбольный клуб из Бутла, Ланкашир, Англия. Один из основателей Футбольного альянса. Один из двух клубов (наряду с «Аккрингтоном»), вышедших из состава Футбольной лиги в 1893 году и один из двух клубов (наряду с «Мидлсбро Айронополис»), проведших в Футбольной лиге только один сезон.

## История
Футбольный клуб «Бутл» был основан в 1879 году под названием «Бутл Сент-Джонс» англ. Bootle St Johns AFC). Первый задокументированный матч клуб провёл в октябре 1880 года против «Эвертона». В том же году клуб поменял название на «Бутл», а в следующем сезоне впервые принял участие в Кубке Англии. Домашние матчи команда проводила на стадионе «Хоуторн Роуд» в Бутле. Клуб подал заявку на вступление в Футбольную лигу в её первом сезоне, однако поддержки не получил. В сезоне 1889/90 «Бутл» стал одним из основателей  Футбольного альянса. Тот сезон стал самым успешным в истории клуба: команда заняла второе место в Футбольном альянсе, а также добралась до четвертьфинала Кубка Англии, в котором проиграла «Блэкберн Роверс» со счётом 7:0.
В 1887 году «Бутл» подписал шотландского футболиста Эндрю Уотсона, первого темнокожего футболиста в истории национальных футбольных сборных.
После слияния Футбольного альянса и Футбольной лиги в 1892 году, «Бутл» стал одним из основателей Второго дивизиона Футбольной лиги. В сезоне 1892/93 команда заняла 8-е место (из 12), но впоследствии расформирована из-за финансовых проблем. «Бутл» и «Аккрингтон» стали первыми клубами в истории Футбольной лиги, вышедшими из её состава. Вакантное место «Бутла» во Втором дивизионе занял «Ливерпуль».
«Бутл» и «Мидлсбро Айронополис» являются единственными клубами, которые провели в Футбольной лиге только один сезон.

## Игроки «Бутла», выступавшие за национальные сборные
Четверо игроков «Бутла» выступали за национальную сборную Уэльса:
- Смарт Арридж[англ.] (2 матча за сборную, будучи игроком «Бутла»)
- Уолтер Эванс[англ.] (1 матч за сборную, будучи игроком «Бутла»)
- Билли Хьюз[англ.] (3 матча за сборную, будучи игроком «Бутла»)
- Джоб Уайлдинг[англ.] (3 матча за сборную, будучи игроком «Бутла»)